# Guillem Timor
Guillem Timor (Montblanc, segle xiv) fou un escultor català del gòtic.
Una de les sevos obres més destacades és la imatge de Sant Andreu que va realitzar per a una església a La Selva del Camp. L'obra va patir agressions durant la Guerra Civil Espanyola, més concreatment el 1936. El Museu Nacional d'Art de Catalunya conserva obra seva.